# Анновка (Никифоровский район)
Анновка — деревня в Никифоровском районе Тамбовской области России. Входит в состав Екатерининского сельсовета.

## География
Деревня находится на западе центральной части Тамбовской области, в лесостепной зоне, при автодороге 68Н-046, на расстоянии примерно 18 километров (по прямой) к северо-востоку от Дмитриевки, административного центра района. Абсолютная высота — 144 метра над уровнем моря.

### Климат
Климат умеренно континентальный, относительно сухой, с холодной продолжительной зимой и тёплым летом. Средняя температура воздуха самого холодного месяца (января) — −11,5 — −10,5 °C (абсолютный минимум — −39 °C); самого тёплого месяца (июля) — 19,5 — 20,5 °C (абсолютный максимум — 40 °С). Период с положительной температурой выше 10 °C длится от 141 до 154 дней. Среднегодовое количество атмосферных осадков составляет около 450—500 мм. Продолжительность залегания снежного покрова составляет в среднем 135 дней.

### Часовой пояс
Деревня Анновка, как и вся Тамбовская область, находится в часовой зоне МСК (московское время). Смещение применяемого времени относительно UTC составляет +3:00.

## Население
| 2010 |
| ---- |
| 2    |

### Половой состав
По данным Всероссийской переписи населения 2010 года в гендерной структуре населения мужчины составляли 50 %, женщины — соответственно также 50 %.

### Национальный состав
Согласно результатам переписи 2002 года, в национальной структуре населения русские составляли 100 % из 3 чел.